# Каршеринг
Каршеринг (англ. carsharing — спільне використання автомобіля) — альтернативна модель володіння та використання автомобіля. Ідея каршерингу не є новітньою у світі. Так, у Європі до переліку перших каршерингових компаній належить швейцарський клуб Mobility, який було засновано у 1987 році. На початок 2015 року учасниками каршерингового клубу Mobility є близько 120 000 громадян Швейцарії, які мають змогу користуватися 2700 авто різних категорій.

## Загальний опис
В класичному варіанті каршеринг представляє володіння автомобілем разом з іншою людиною або людьми, тобто володіння часткою авто з правом користуватися. Модель каршерингу покликана швидко та зручно задовольнити традиційну потребу людини пересуватися з одного місця в інше, а також дозволяє економити власні кошти шляхом зменшення видатків на одноосібне володіння авто.
Каршеринг є одним з глобальних напрямків розвитку економіки спільного користування (Sharing Economy), коли населення відмовляється від придбання благ у власність, щоб не нести відповідальність і витрати, але продовжує мати доступ до всіх досягнень наукового прогресу, використовуючи їх спільне споживання. Послуги каршерингу доступні в більш ніж 1000 містах в десятках країн світу.
Відповідно до парадигми третьої промислової революції, пропагандистом якої є Джеремі Ріфкін, каршеринг (спільне використання авто) є одним із методів ефективного використання та зберігання енергії, отриманої з альтернативних джерел.

## Види каршерингу
В цілому каршеринг поділяється на три види:

### Free-floating
Free-floating — короткострокова оренда автомобіля з можливістю закінчення поїздки в зручних для водіїв точках, позначених знаком стоянки. Таку модель реалізують каршерингові компанії, що активно розвиваються на світовому ринку. Такий вид короткострокової оренди автомобіля з похвилинною або погодинною оплатою зазвичай використовується для коротких внутрішньоміських поїздок. Зазвичай для того, щоб скористатися автомобілями компанії-оператора каршерингу, необхідно один раз укласти договір, в якому прописані основні нюанси надання сервісу, права і обов'язки сторін. Після цього новий користувач каршерингу отримує право в будь-який момент скористатися будь-яким вільним автомобілем даного сервісу. Технічно для доступу до автомобіля може використовуватися:
- Фізична карта доступу (HID, Mifare, EM-marine і так далі). Наприклад, німецький сервіс car2go використовує для цієї мети звичайне водійське посвідчення з RFID-міткою[4];
- Онлайн-бронювання вільних автомобілів через оглядач. Цей спосіб надає більшість сервісів каршеринга;
- Бронювання автомобіля через додаток для смартфона (Getmancar, panek, Share Now, Sixt Share і так далі). Крім власних додатків операторів каршеринга також доступні програми-агрегатори незалежних розробників.

У разі онлайн-бронювання або бронювання через додаток для смартфона користувачеві зазвичай надається 20 хвилин, щоб дістатися до обраного автомобіля, протягом яких орендна плата не стягується. Після закінчення цього періоду плата починає стягуватися по паркувальному тарифу.

### Peer-to-peer
Peer-to-peer каршеринг — модель автопрокату, що працює аналогічно класичною схемою каршерингу, проте автомобілі найчастіше знаходяться в приватній власності або у власності компаній, основним видом діяльності яких не є орендна/прокатна діяльність. Оренда автомобілів від приватних осіб відбувається в першу чергу за допомогою онлайн-платформ, агрегують всі приватні пропозиції на одному майданчику. Дана модель прокату широко поширена в США, найбільш відомі на цьому ринку компанії TURO і GETAROUND.

### Fractional
Fractional каршеринг — модель так званої дробової власності, яка дозволяє користувачам спільно утримувати та використовувати транспортний засіб. Населення кооперується в групи за територіальною ознакою або за інтересами, набуває і експлуатує автомобіль або парк різних за типом автомобілів в спільне користування. За словами деяких експертів, жителі мегаполісів все менше відчувають потребу у власному автомобілі із зростанням популярності системи каршеринга, а також інших видів оренди транспортних засобів. Згідно з дослідженням компанії Frost & Sullivan, на 2011 рік в Європі існує близько 700 000 передплатників на послуги каршеринг. До 2020 року кількість передплатників виросте до 15 000 000 чоловік, а кількість доступних автомобілів — до 240 000. Ряд великих автомобільних концернів запускають власні послуги передачі автомобілів користувачам без його придбання у власність. Цей сервіс називають «автомобілями по підписці».

## Переваги
Каршеринг дозволяє заощадити до 70 % сукупної вартості транспорту для своїх учасників, оскільки вони оплачують тільки час, коли реально використовують автомобіль. Люди вважають, що це може замінити таксі, або ж власне авто. Якщо купівля машини постійно відкладається, є така чудова альтернатива. Учасники каршеринг-клубів відзначають 47 % зростання використання громадського транспорту, 10 % зростання кількості поїздок на велосипеді та 26 % зростання піших прогулянок. Це можна пояснювати більш ефективним використанням автомобіля, відмовою від невимушених поїздок. Члени каршеринг-клубів, які відмовилися від власного авто, використовують машини тільки тоді, коли вони їм дійсно необхідні, і частіше ходять пішки. Каршеринг також покликаний зробити автомобіль більш доступним. Однак, як продемонструвало дослідження Інституту транспортних досліджень Каліфорнійського університету, обізнаність про цю послугу серед осіб, які не володіють автомобілем, знаходиться на низькому рівні.

## Недоліки
У 2018 році фахівці «Лабораторії Касперського» провели аналіз 13 додатків по послугах каршеринга. Дослідження показало, що знайдені вразливості дозволяють хакерам зламувати облікові записи користувачів і орендувати машину за рахунок іншого клієнта. Також кіберзлочинці можуть викрасти особисті дані клієнтів або відстежити їх пересування, дізнавшись тим самим домашню адресу користувача. На момент дослідження подібні злочини не практикувалися, однак вже тоді хакери продавали зламані облікові записи в додатках каршеринга. Вивченню шляхів кібератак також піддалася ймовірність зворотньої розробки додатків каршерингових компаній. ЛК виявили, що тільки одна програма мала захистом від недобросовісного клонування, при тому захист від отримання прав суперкористувача (дозволяють зловмисникам викрадати персональну інформацію) в ньому була відсутня. Експерти відзначили, що можливість злому пов'язана з тим, що сервіси каршеринга надають користувачам слабкі паролі та короткі коди для верифікації. Також ЛК заявили, що додатки від американських і європейських компаній мають сильніший захист від кібератак в порівнянні з російськими.

## Каршеринг в Україні
Лідером каршерингу в Україні є компанія Getmancar. 1 грудня 2017 року в Києві відбувся запуск сервісу каршерингу у тестовому режимі. На разі сервіс компанії працює у Києві, Дніпрі та у Львові, а також в інших містах Грузії, Молдови та Німеччини. На цей час автопарк компанії налічує більше ніж 500 авто. На прокат авто можна брати похвилинно, погодинно та подобово. Для цього треба буде завантажити застосунок, де вказати свої дані (водійське посвідчення і банківську карточку). Користувачем може бути кожен хто досяг 18 років та має водійське посвідчення.
1 червня 2017 року в Одесі запустили перший в Україні сервіс каршерингу Mobile Car. На прокат пропонуються електричні Nissan Leaf. Ціна від 2,5 грн за хвилину. Для користування послугою потрібно зареєструватися із паспортом і водійським посвідченням. Необхідно також мати досвід водіння авто від 3 років. На разі оператор каршерингу Mobile Car перестав надавати свої послуги користувачам.
У грудні 2020 року каршеринг в тестовому режимі запустили в Івано-Франківську. Поки що для цього використовують лише один автомобіль марки Ford C-Max 2015-го року.
13 червня 2024 року в Україні запустилась перша peer-to-peer платформа каршерингу PORTO.
Український сервіс каршерингу Getmancar запустився в Німеччині та Румунії.